# Casorezzo
Casorezzo é uma comuna italiana da região da Lombardia, província de Milão, com cerca de 4.628 habitantes. Estende-se por uma área de 6 km², tendo uma densidade populacional de 771 hab/km². Faz fronteira com Parabiago, Busto Garolfo, Inveruno, Arluno, Ossona.

## Demografia
| Variação demográfica do município entre 1861 e 2011                               |
|                                                                                   |
| Fonte: Istituto Nazionale di Statistica (ISTAT) - Elaboração gráfica da Wikipedia |